# Anton Weinberger

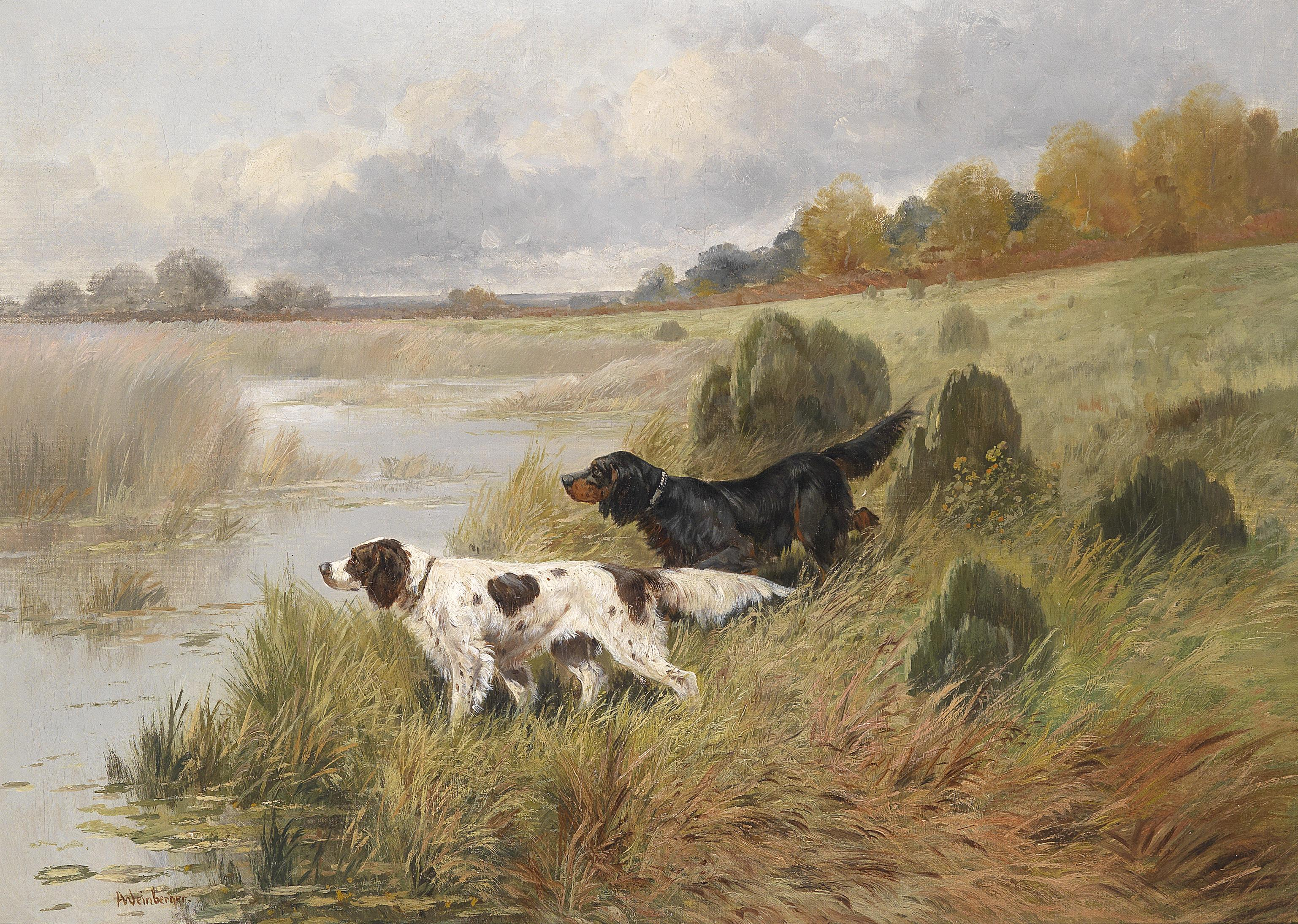
Vorstehhunde in einer weiten Landschaft

Anton Weinberger (* 26. April 1843 in München; † 24. März 1912 in Hahn bei Wiesbaden) war ein deutscher Landschafts- und Tiermaler.

## Leben
Weinberger studierte gegen den Willen seiner Stiefeltern ab dem 27. April 1861 an der Königlichen Akademie der Künste in München bei Johann Georg Hiltensperger und Alexander Strähuber, dann bei August Schleich und August Erxleben (1822–1867).
Nach dem Studium war er als Zeichenlehrer in Leipzig und ab 1872 in Sankt Petersburg tätig. Hier heiratete er eine deutsche Frau. In Berlin wurde er anschließend ein Schüler von Paul Meyerheim. Um 1884 malte er in Wien auf Bestellung des Hofes Hundeporträts, kehrte 1888 nach München zurück und ging dann 1902 nach Wiesbaden. Er nahm unter anderem 1886 an der Kunstausstellung in Wien teil. Zu seinen Werken zählen neben einem sichernden aus der Waldlichtung hervortretender Sechzehnender in Lebensgröße, Rehe, Eber und Jagdhunde, Hasen im Kohlfeld, ein Fuchs auf der Schnepfenjagd, aber auch Stillleben.